# Jakubowice (Niemodlin)
Jakubowice (deutsch Jakobsdorf) ist ein Ort in der Stadt- und Landgemeinde Jakaubowice im Powiat Opolski Woiwodschaft Opole in Polen.

## Geographie
Jakubowice liegt etwa sieben Kilometer südwestlich von Niemodlin (Falkenberg) und 32 Kilometer südwestlich von Opole (Oppeln) in der Nizina Śląska (Schlesische Tiefebene) an der Landesstraße Droga krajowa 46. Östlich erstrecken sich weitläufige Waldgebiete, die zum Forst Tułowice gehören.
Westlich von Jakubowice liegt das Dorf Grabin (Grüben) und im Nordosten Jaczowice (Jatzdorf).

## Geschichte
In dem Werk  Liber fundationis episcopatus Vratislaviensis aus den Jahren 1295–1305 wird der Ort erstmals als Jacobi villa erwähnt.
Nach dem Ersten Schlesischen Krieg 1742 fiel Jakobsdorf mit dem größten Teil Schlesiens an Preußen.
Nach der Neuorganisation der Provinz Schlesien gehörte die Landgemeinde Jakobsdorf ab 1817 zum Landkreis Falkenberg O.S. im Regierungsbezirk Oppeln. 1818 wurde in Jakobsdorf eine katholische Schule eingerichtet. 1845 bestanden im Dorf eine katholische Schule und 59 Häusern. Im gleichen Jahr lebten in Jakobsdorf 396 Einwohner, davon 45 evangelisch. 1855 lebten 448 Menschen im Ort. 1865 zählte das Dorf 26 Gärtner- und neun Häusler. Die Schule wurde im gleichen Jahre von 87 Schülern besucht. 1874 wurde der Amtsbezirk Jakobsdorf gegründet, welche aus den Landgemeinden Jacobsdorf und Kleuschnitz und den Gutsbezirken Jakobsdorf und Kleuschnitz bestand. Erster Amtsvorsteher war der Rittergutsbesitzer Baron von Thielmann. 1885 zählte Jakobsdorf 316 Einwohner.
1930 wurde in Jakobsdorf ein neues Schulgebäude erbaut. 1933 lebten in Jatzdorf 290 Menschen. Im Jahr 1939 zählte das Dorf 309 Einwohner. Bis Kriegsende 1945 gehörte der Ort zum Landkreis Falkenberg O.S.
Am 15. März wurde das Dorf durch die Rote Armee eingenommen. Danach kam der bisher deutsche Ort Jakobsdorf unter polnische Verwaltung und wurde in Jakubowice umbenannt. Die deutsche Bevölkerung wurde im Herbst 1945 in das Internierungslager Lamsdorf gebracht. Mindestens 40 Menschen aus Jakobsdorf fanden dort den Tod. Die überlebenden Deutschen wurden im Juni 1946 ausgewiesen. 1950 kam der Ort zur Woiwodschaft Oppeln. 1999 kam der Ort als Teil der Gmina Niemodlin zum wiedergegründeten Powiat Opolski.

## Sehenswürdigkeiten
- Wegekapelle im Ortskern aus dem 19. Jahrhundert – seit 1966 unter Denkmalschutz[9]
- Parkanlage – seit 1983 unter Denkmalschutz[9]
- Wegekreuz am Friedhof